# Euproctis niveinotum
Euproctis niveinotum är en fjärilsart som beskrevs av Embrik Strand 1918. Euproctis niveinotum ingår i släktet Euproctis och familjen tofsspinnare. Inga underarter finns listade i Catalogue of Life.